# Hermann Priebe (Agrarwissenschaftler)
Hermann Priebe (* 10. Februar 1907 in Berlin-Grunewald; † 2. Juli 1997 in Frankfurt am Main) war ein deutscher Agrarwissenschaftler, Hochschullehrer und Autor. Für seine Verdienste verlieh ihm der Bundespräsident Richard von Weizsäcker zum 6. März 1987 das Große Bundesverdienstkreuz.

## Leben
Er war eines der fünf Kinder des evangelischen Geistlichen Hermann Priebe (1871–1961) und dessen Ehefrau Irmgard, geborene von Versen. Nach dem Abitur immatrikulierte er sich an der Albertus-Universität Königsberg, schloss das Studium im Jahr 1932 ab und promovierte im Jahr 1936 an der Landwirtschaftlichen Hochschule Berlin mit der Dissertation Die Entwicklung der Betriebsgrößenverhältnisse der landwirtschaftlichen Betriebe in 30 Ortschaften des Kreises Greifswald vom Mittelalter bis zur Gegenwart zum Doktor der Agronomie (Dr. agr.) Anschließend war er von 1936 bis 1942 als Beratungsleiter für Beispielbetriebe im Reichskuratorium für Technik in der Landwirtschaft (RKTL) in Berlin angestellt. Im Jahr 1943 habilitierte er sich an der Justus-Liebig-Universität Gießen zum Professor und war von 1943 bis 1944 Direktor der Versuchs- und Forschungsanstalt Potsdam-Bornim.
Hermann Priebe trat zum 1. November 1933 der SS, am 28. Juni 1937 beantragte er die Aufnahme in die NSDAP und wurde rückwirkend zum 1. Mai desselben Jahres aufgenommen (Mitgliedsnummer 5.101.569). Er näherte sich nach dem Überfall auf Polen der Widerstandsgruppe um Friedrich Hielscher an. Nach dem Attentat vom 20. Juli 1944 in der Wolfsschanze wurde er, ebenso wie Hielscher und Paul Widany von der Gestapo in Berlin verhaftet. Nach der Entlassung aus dem Zellengefängnis Lehrter Straße wurde er in das Infanterie-Regiment 9, genannt „Graf Neun“, eingezogen und an die Ostfront „zwecks Frontbewährung“ abkommandiert. Richard von Weizsäcker, der in Wartenburg als Regimentsadjutant bei dieser Einheit diente, vernichtete den Rückrufbefehl und schützte Hermann Priebe vor der Gestapo. Priebe erklärte später: „Ich könnte sagen, ich habe Richard von Weizsäcker mein Leben zu verdanken“.

„Priebe, später Professor an der Universität Frankfurt am Main, war Führer der I. Kompanie, Weizsäcker Regimentsadjutant. An eine Episode aus dem Januar 1945 erinnerte er sich, die große russische Schlussoffensive hatte begonnen. Wegen persönlicher Verbindungen zu den Verschwörern des 20. Juli war Priebe unmittelbar nach dem Attentat von der Gestapo in Potsdam verhaftet und einige Monate im Zuchthaus Lehrter Straße inhaftiert worden, bevor er seine ‚Schande‘ bei einem Fronteinsatz wiedergutmachen sollte. Er wurde der 23. Grenadierdivision auf der Halbinsel Sworbe im Finnischen Meerbusen zugeteilt, da die Kämpfe aber schon beendet waren, kam er zum Infanterieregiment 9 nach Ostpreußen. Überraschend forderte die Gestapo ihn zur sofortiger Rückkehr nach Berlin auf. Beim Kampf um Wartenburg verwundete ihn eine Granate schwer. Der Regimentsadjutant, Weizsäcker, vernichtete den Rückrufbefehl, der an Priebe ergangen war, er kam in russische Gefangenschaft und überlebte.“

Nach der Entlassung aus der sowjetischen Kriegsgefangenschaft war er von 1949 bis 1957 Privatdozent, dann außerplanmäßiger Professor an der Justus-Liebig-Universität Gießen und seit dem Jahr 1958 bis zur Emeritierung Privatdozent und anschließend ordentlicher Professor für Agrarwesen an der Johann Wolfgang Goethe-Universität Frankfurt am Main. Im Jahr 1956 begründete er das Institut für Ländliche Strukturforschung (IfLS) in Frankfurt und wurde dessen Leiter. Nach dem Jahr 1961 wurde er Direktor des Seminars für Agrarwesen. Von 1972 bis 1993 war er Vorstandsmitglied des Deutschen Bundesverbandes der Landwirte und Wissenschaftlicher Berater der Bundesregierung und der Europäischen Kommission.

## Schriften (Auswahl)
- Die Entwicklung der Betriebsgrößenverhältnisse der landwirtschaftlichen Betriebe in 30 Ortschaften des Kreises Greifswald vom Mittelalter bis zur Gegenwart. Dissertation, Trilisch Verlag, Würzburg-Aumühle 1936.
- Wer wird die Scheunen füllen?. Sozialprobleme der deutschen Landwirtschaft. Econ Verlag, Düsseldorf 1954.
- Landwirtschaft in der Welt von morgen. Econ Verlag, Düsseldorf 1970.
- Das Eigenpotential im Entwicklungsprozess. In: Verein für Socialpolitik. Band 69, Duncker & Humblot, Berlin 1972, ISBN 3-428-02844-9.
- mit Otto Matzke: Entwicklungspolitik ohne Illusionen. Mobilisierung der Eigenkräfte. Kohlhammer Verlag, Stuttgart 1973, ISBN 3-17-001179-0.
- mit Reinhard Blum: Beiträge zur Beurteilung von Entwicklungsstrategien. Duncker & Humblot, Berlin 1974, ISBN 3-428-03118-0.
- Eigenfinanzierung der Entwicklung. In: Verein für Socialpolitik. Duncker & Humblot, Berlin 1975, ISBN 3-428-03469-4.
- mit Winfried von Urff (Hrsg.): Der Agrarsektor im Integrationsprozeß. Hermann Priebe zum 65. Geburtstag. Nomos Verlag, Baden-Baden 1975, ISBN 3-7890-0108-2.
- mit Hans E. Buchholz: Die agrarwirtschaftliche Integration Europas. Nomos Verlag, Baden-Baden 1979, ISBN 3-7890-0496-0.
- mit Wilhelm Hankel: Der Agrarsektor im Entwicklungsprozess. Mit Beispielen aus Afrika. Campus Verlag, Frankfurt am Main 1980, ISBN 3-593-32693-0.
- mit Wilhelm Scheper, Winfried von Urff: Agrarpolitik in der EG. Probleme und Perspektiven. Nomos Verlag, Baden-Baden 1984, ISBN 3-7890-1060-X.
- Die subventionierte Unvernunft. Landwirtschaft und Naturhaushalt. Siedler Verlag, Berlin 1988, ISBN 3-88680-150-0.
- Landwirtschaft, Umwelt und Ländlicher Raum. Herausforderungen an Europa. Hermann Priebe zum 80. Geburtstag. Nomos Verlag, Baden-Baden 1987, ISBN 3-7890-1443-5.
- mit Karlheinz Knickel: Ansätze zur Verwirklichung einer umweltgerechten Landnutzung. Peter Lang Verlag, Frankfurt am Main 1997, ISBN 3-631-31553-8.

## Ehrungen
- 1987: Großes Bundesverdienstkreuz[5]